# Adriano Rimoldi

Adriano Rimoldi (La Spezia, 3 de agosto de 1912-Roma, 19 de junio de 1965) fue un actor italiano.

## Biografía
Apareció en más de sesenta películas durante su carrera cinematográfica, que abarca desde finales de la década de 1930 hasta mediados de la década de 1960.
Nació en La Spezia en el año 1919, hijo de Mosen Rimoldi, oficial del ejército italiano. Tenía un hermano llamado Atillo. Cursó estudios de medicina y se graduó en Grecia donde terminó la carrera de medicina, la cual nunca ejerció por su pasión por el cine y el teatro. Fue olímpico universitario en la modalidad de boxeo. 
Era el padre de las actrices Simonetta Rimoldi, Donatella Rimoldi y del empresario Alejandro Rimoldi, este último de su unión con la actriz Valenciana Angela Capilla. Era abuelo del director Matteo Garrone y su hermano Martino, músico, como del cámara de cine Andrea Busiri y su hermano Alessandro Busiri, este último empresario. Como de los nietos Sofia Rimoldi, Sara Rimoldi y Alejandro Rimoldi. Trabajó en España en muchísimas películas, siendo las más conocidas Las aguas bajan negras, Nada, Sendas marcadas, Malagueña y un gran número más de ellas. Fue artista invitado en la inauguración de TVE. en el Pº de La Habana, donde hacía una sección sobre cotilleos, etc.
Su carrera comenzó en el teatro, donde sus principios se sucedieron en el Piccolo Teatro de Firenze. Después de participar en muchas obras de teatro y películas de segunda, se fijo en el Vittorio de Sica, donde le dio el papel que le haría saltar a la gran escena, con la película, Il bambini ci Guardano en el año 1944.
Su última película fue Rey de Reyes, donde actuaba junto a Fernando Rey como Rey Baltasar, sin ningún texto ya que el cáncer de garganta le dejó sin cuerdas vocales.
El día 24 de septiembre de 2009, recibió a título póstumo, un homenaje en su ciudad natal, La Spezia, donde se dieron cita sus tres hijos Simonetta, Donatella y Alejandro, además de sus nietos Matteo Garrone y Sofia Rimoldi, esta última empresaria cinematográfica en España. 
Murió en Roma el día 19 de junio de 1965.

## Filmografía completa
- Mil liras al mes (1939)
- Adiós juventud (1940)
- Miseria e nobiltà (1940)
- La locura de un actor (1940)
- El puente de cristal (1940)
- Il signore della taverna (1940)
- Tosca (1941)
- La compagnia della teppa (1941)
- Tragica notte (1942)
- Don Giovanni (1942)
- Le vie del cuore(1942)
- El capitán Tormenta (1942)
- El león de Damasco (1942)
- Perdizione (1942)
- Turbante blanco (1943)
- Dora, la espía (1943)
- Sempre più difficile (1943)
- Il viaggio del signor Perrichon (1943)
- La carica degli eroi (1943)
- I bambini ci guardano (1944)
- Carmen (1944)
- Ni pobre, ni rico, sino todo lo contrario (1944)
- Cabeza de hierro (1944)
- Hombres sin honor (1944)
- Una sombra en la ventana (1944)
- ¡Culpable! (1945)
- El obstáculo (1945)
- Una sombra en la ventana (1944)
- Borrasca de celos (1946)
- Aquel viejo molino (1946)
- Nada (1947)
- Angustia (1947)
- Noche sin cielo (1947)
- Sinfonía del hogar (1947)
- El ángel gris (1947)
- Las aguas bajan negras (1948)
- Alhucemas (1948)
- La vida encadenada (1948)
- La mano della morta (1949)
- Pacto de silencio (1949)
- En un rincón de España (1949)
- Doce horas de vida (1949)
- Robinsones atómicos (1950)
- Si te hubieses casado conmigo (1950)
- Capitan Demonio (1950)
- Gente così (1950)
- Sigillo rosso (1950)
- Il mago per forza (1951)
- I due sergenti (1951)
- Io, Amleto (1952)
- Ultimo perdono (1952)
- Ti ho sempre amato! (1953)
- La figlia del forzato (1953)
- Voto di marinaio (1953)
- Cuore di mamma (1954)
- Malagueña (1956)
- Sendas marcadas (1957)
- Cuatro en la frontera (1958)
- Los chicos (1959)
- Azafatas con permiso (1959)
- Buen viaje, Pablo (1959)
- El precio de la sangre (1960)
- Rey de reyes (1961)
- Juventud a la intemperie (1961)
- L'amore difficile (1962)
- Han matado a un cadáver (1962)
- Napoleone a Firenze (1964)
- La muerte viaja en baul (1966)